# 2e armée (Empire ottoman)
Pour les articles homonymes, voir 2e armée.
La 2e armée ottomane est une unité militaire de l'armée ottomane ayant combattu durant la guerre russo-turque de 1877-1878,
les guerres balkaniques et la Première Guerre mondiale en Orient.

## Origines (1877-1878)

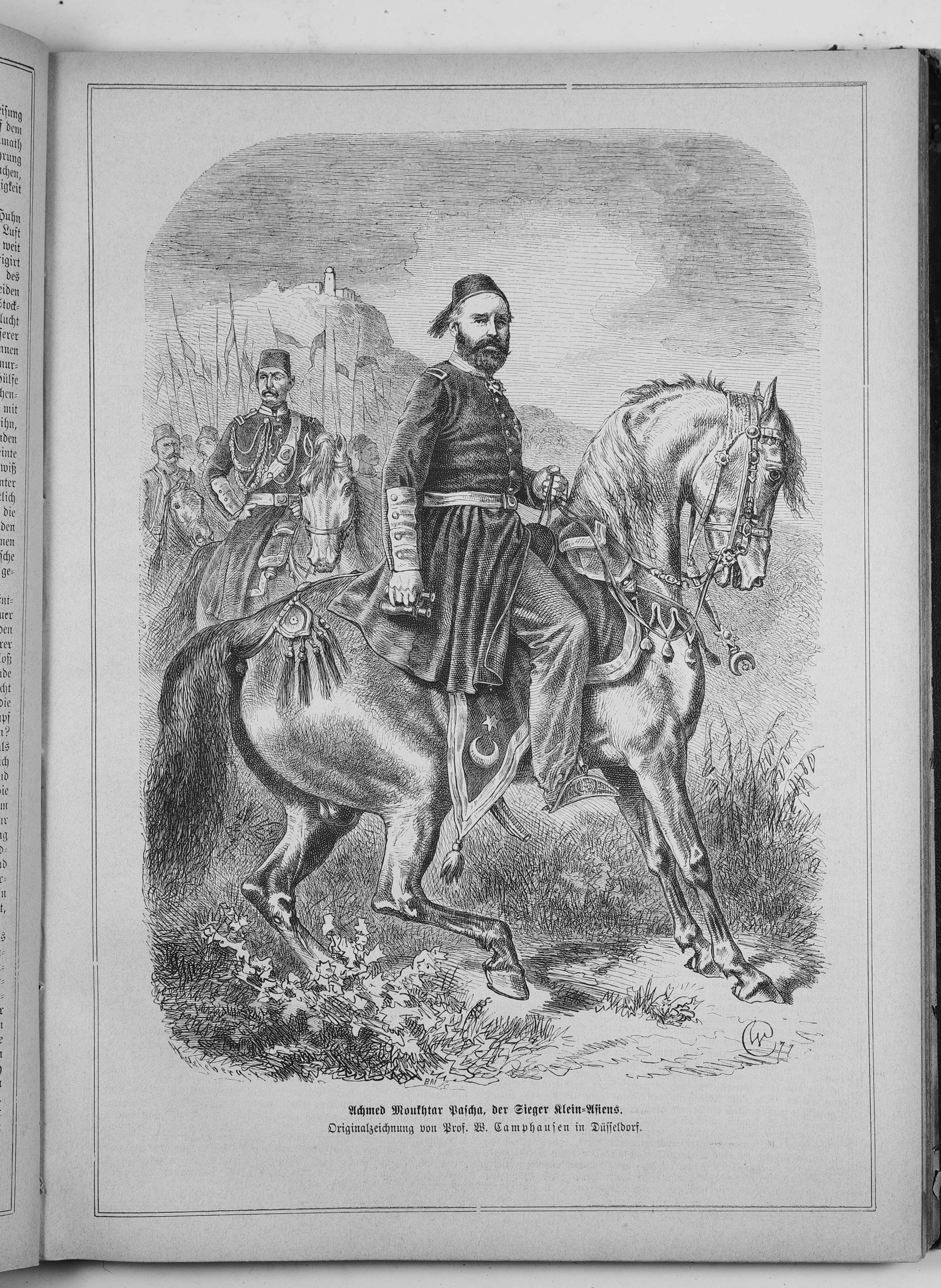
Ahmed Muhtar Pacha. Gravure allemande, 1877

En 1877, la 2e armée est stationnée en Bulgarie actuelle sous le commandement d'Ahmed Muhtar Pacha. Elle comprend les unités suivantes :
- 1re division d'infanterie
- 2e division d'infanterie
- Division de cavalerie
- Un régiment d'artillerie
- Un régiment de forteresse

Pendant la guerre russo-turque de 1877-1878, elle est scindée entre l'Armée du Danube de l'Ouest et l'Armée du Danube de l'Est. Après une série de défaites, l'Empire ottoman doit accepter un armistice à Andrinople le 31 janvier 1878.

## Transformations de 1908 à 1913

### Ordre de bataille en 1908
Après la révolution des Jeunes-Turcs en 1908, l'armée est réorganisée. La 2e armée a son état-major à Andrinople. Elle est chargée de défendre la Thrace orientale (vilayet d'Andrinople) et la région des Détroits avec des unités de réserve (redif) dans les Balkans et en Anatolie. Elle comprend les unités suivantes :
- 1re division d'infanterie
- 2e, 3e, 4e, 20e et 21e divisions d'infanterie
- 2e division de cavalerie
- 2e division d'artillerie
- Un régiment d'artillerie de forteresse à Andrinople
- 34 compagnies de mitrailleuses

Sa réserve comprend les unités suivantes :
- 35e division de redif : Çanakkale
- 6e division de redif : Bandırma
- 7e division de redif : Afyonkarahisar
- 8e division de redif : Konya
- 25e division de redif : Andrinople
- 26e division de redif : Kırcaali (Kardjali)
- 53e brigade de redif : Kirk Kilissé

### Ordre de bataille en 1911

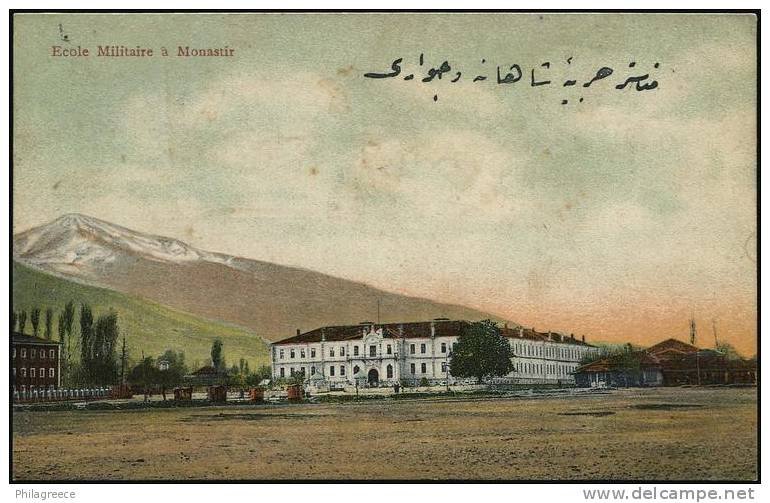
École militaire ottomane à Monastir, carte postale, avant 1912

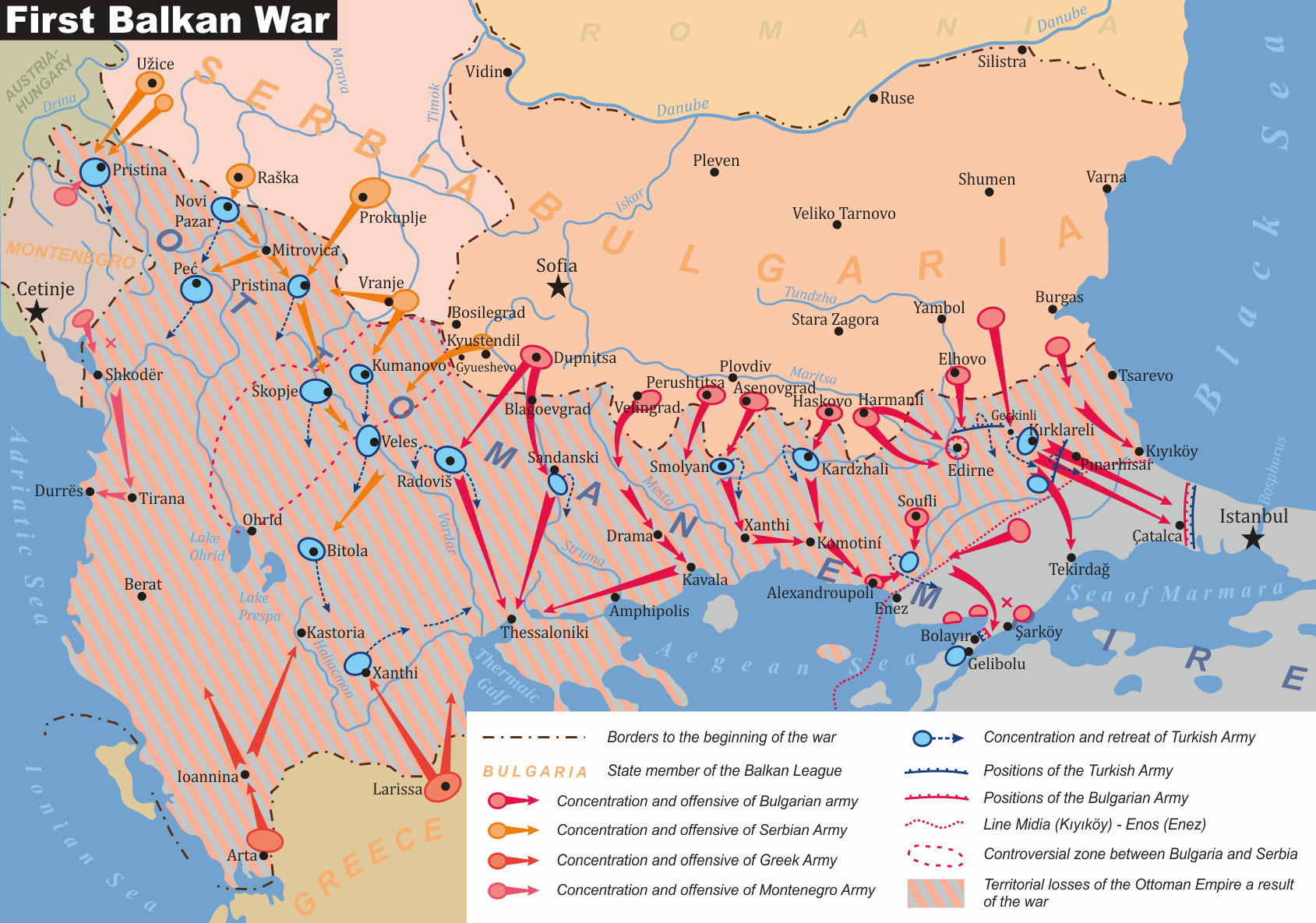
Map of the First Balkan War

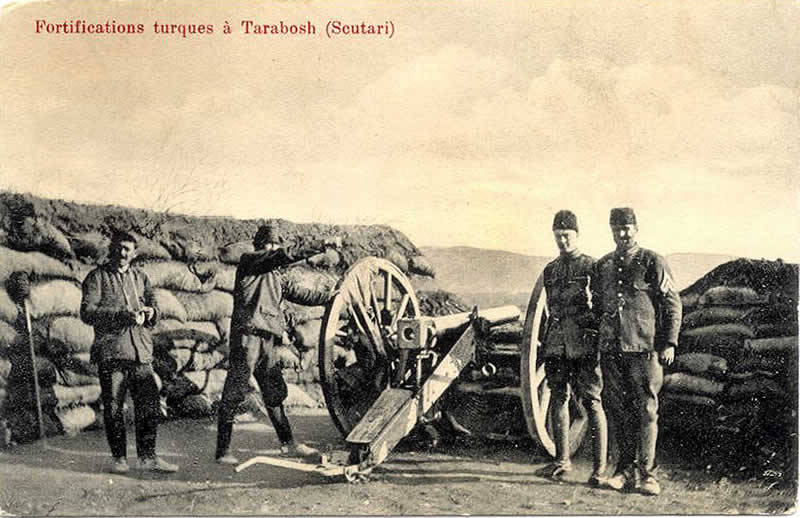
Artilleurs ottomans à Shkodër, 1912-1913

En 1911, la 2e armée est de nouveau réorganisée. Son état-major est transféré à Salonique et elle est divisée en corps d'armée. Une partie de ses unités sont basées en Syrie ottomane.
- Ve corps d'armée (en) : Salonique
  - 13e, 14e et 15e divisions d'infanterie
  - 6e brigade de cavalerie
- VIe corps d'armée : Monastir (Bitola)
  - 16e, 17e et 18e divisions d'infanterie à Chtip, Monastir et Debar
  - 7e brigade de cavalerie
- VIIe corps d'armée (en) : Üsküp (Skopje)
  - 19e, 20e et 21e divisions d'infanterie à Üsküp, Mitrovica et Gjakovë
  - 8e brigade de cavalerie à Üsküp
- Divisions indépendantes :
  - 22e, 23e et 24e divisions d'infanterie à Kozani, Ioannina et Shkodër
- VIIIe corps d'armée (en) : Damas
  - 25e, 26e et 27e divisions d'infanterie à Deraa, Alep et Beyrouth
  - 9e brigade de cavalerie à Damas

### Guerres balkaniques
Pendant la première Guerre balkanique (1912-1913), la 2e armée devient l'Armée de l'Ouest (tr) sous le commandement nominal d'Ali Rıza Pacha (en). Elle est confrontée à l'offensive des forces bulgares, grecques, monténégrines et serbes. En octobre 1912, elle comprend les unités suivantes :

#### Front serbe et ouest du front bulgare
- Armée du Vardar (en) : (général Zeki Pacha (en))
  - Ve, VIe et VIIe corps d'armée
- Armée du Strymon

#### Front monténégrin
- Corps de Shkodër : 24e division et redif (Hasan Rıza Pacha (en))
- Détachement de Pejë : 21e division et redif (Cavit Pacha)

#### Front grec
- VIIIe corps provisoire (en) en Thessalie
  - 22e division et redif
- Corps de Ioannina en Épire (Mehmed Essad)
- Détachement de Karaburun (en)
- Division de réserve de Salonique

La flotte grecque empêche le transfert dans les Balkans des divisions basées en Syrie. La garnison de Salonique capitule le 9 novembre 1912, celle de Ioannina le 6 mars 1913 et celle de Shkodër le 23 avril 1913.
Après la guerre et la perte de la Macédoine, la 2e armée est reconstituée à Konya puis en Syrie.

## Première Guerre mondiale

### 1914

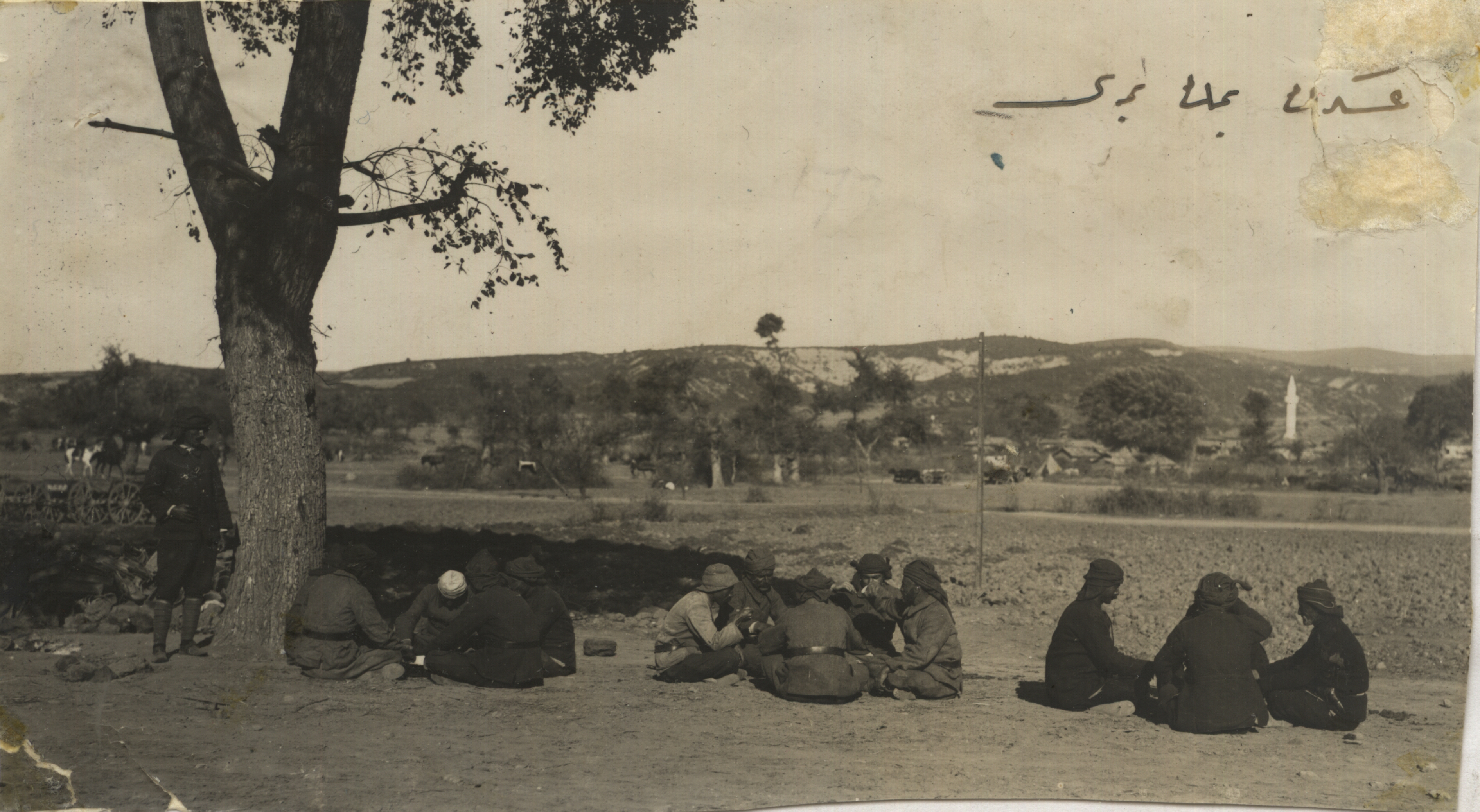
Soldats ottomans partageant leur repas à l'arrière du front des Dardanelles, 1915.

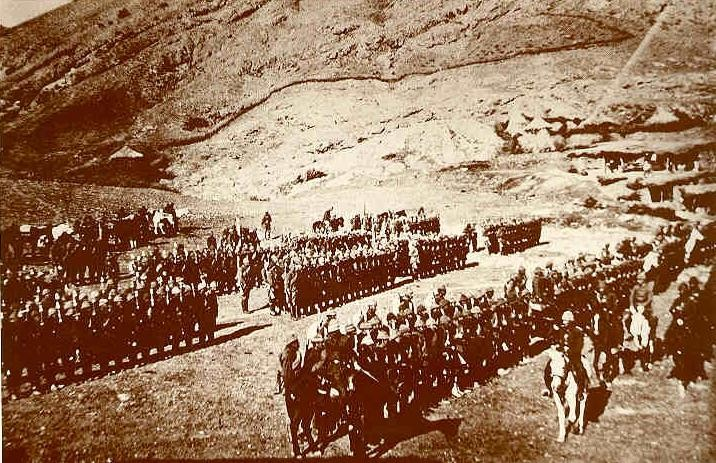
Mustafa Kemal passant en revue le XVIe corps d'armée à Bitlis le 30 mars 1916.

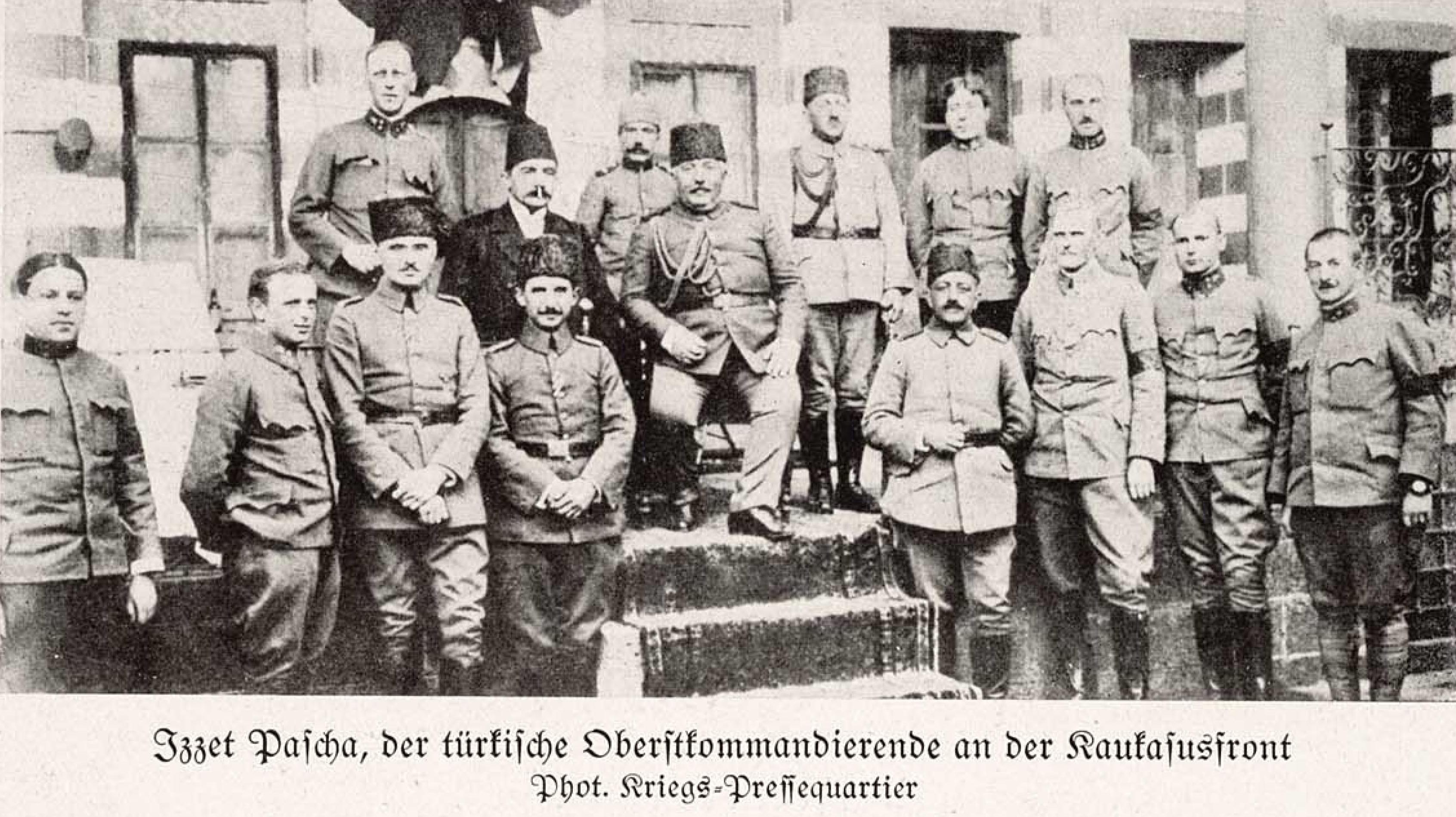
Ahmed Izzet Pacha, commandant du front du Caucase. Grosser Bilderatlas des Weltkrieges, Bruckmann, 1918.

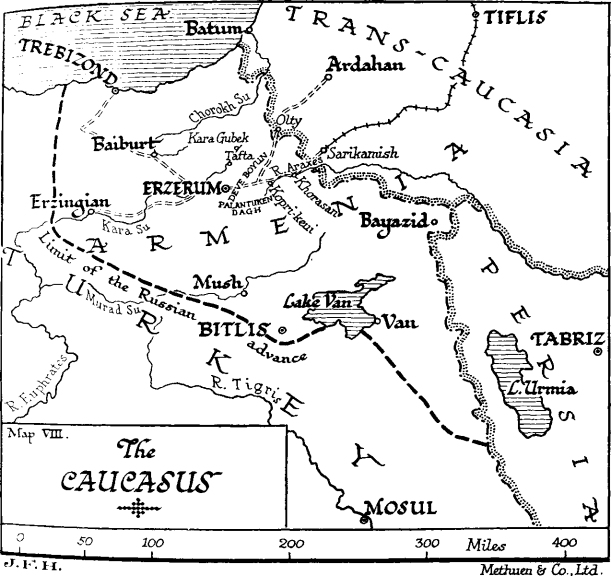
Avance russe dans le Caucase en 1916.

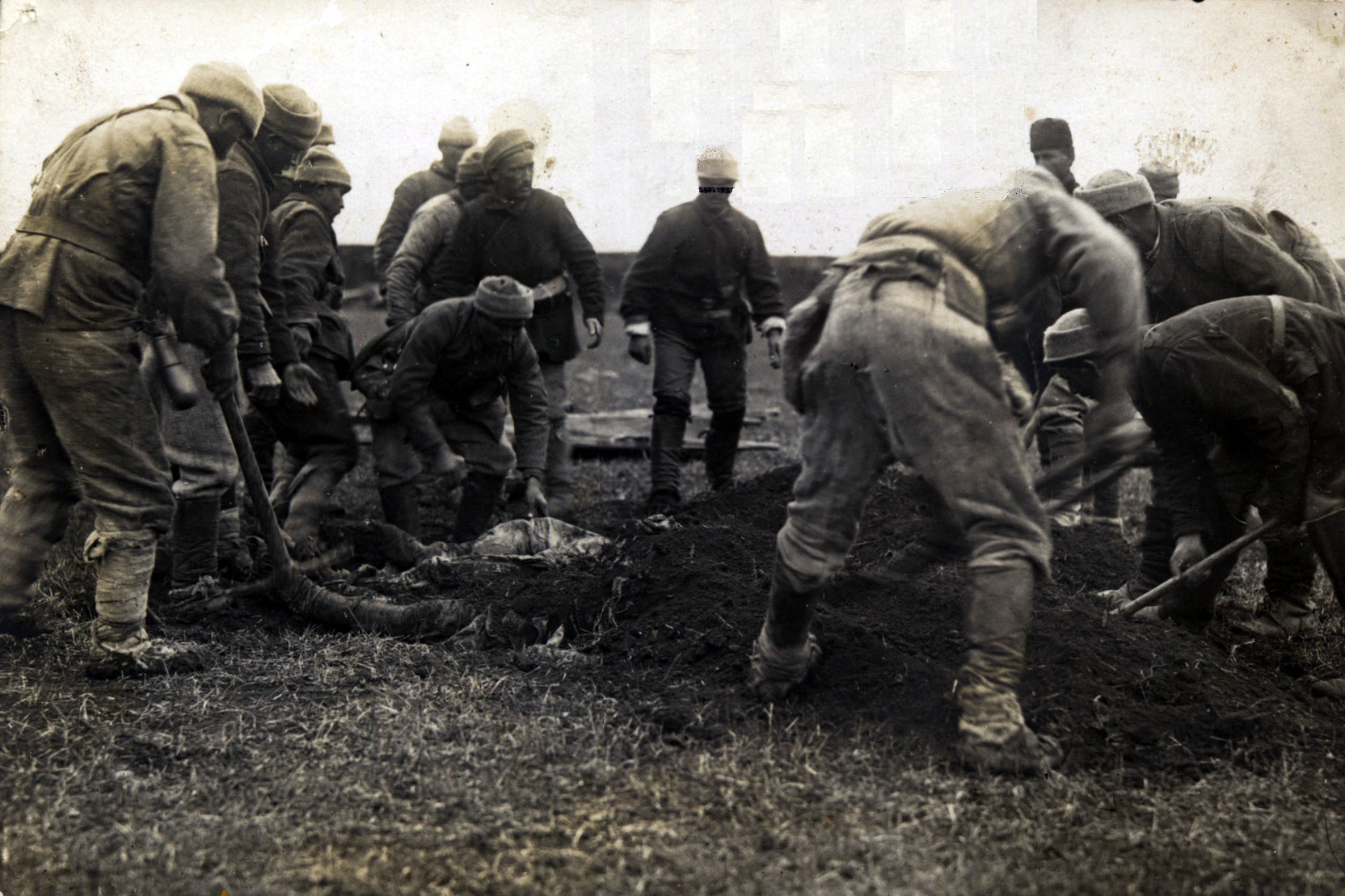
Soldats ottomans enterrant des réfugiés civils musulmans chassés par l'invasion russe, 1916.

Lors de la mobilisation de 1914, le système des unités de redif (réserve) est abandonné : les hommes sont redistribués pour compléter les unités de première ligne. La 2e armée, commandée par Vehib Pacha, est déployée en Thrace orientale (vilayet d'Andrinople) pour assurer la défense avancée de Constantinople. En novembre 1914, elle comprend les unités suivantes :
- VIe corps (Mustafa Hilmi)
  - 16e et 26e divisions d'infanterie
- VIIIe corps (en) (Cemal Mersinli)
  - 25e et 27e divisions d'infanterie

### 1915
En avril 1915, la 2e armée comprend les unités suivantes :
- Ve corps (en)
  - 13e, 14e et 15e divisions d'infanterie
- VIe corps (Mustafa Hilmi)
  - 16e, 25e et 26e divisions d'infanterie

Elle ne participe pas directement à la bataille des Dardanelles (avril 1915-janvier 1916) mais fournit des renforts aux unités engagées, essentiellement de la 5e armée ottomane (tr). En octobre 1915, l'entrée de la Bulgarie dans la Première Guerre mondiale aux côtés des Empires centraux écarte la menace sur la capitale.

### 1916
Le corps expéditionnaire britannique qui tenait la péninsule de Gallipoli est évacué en janvier 1916. À partir de mars 1916, la 2e armée, commandée par Ahmed Izzet Pacha, est transférée sur le front du Caucase face à l'armée impériale russe. Le VIe corps est détaché de la 2e armée et, à partir de septembre 1916, envoyé sur le front de Roumanie. Compte tenu du mauvais état des chemins de fer ottomans d'Anatolie (en), le transfert vers l'Anatolie orientale prend plusieurs mois. En août 1916, malgré les succès partiels du XVIe corps (en) de Mustafa Kemal, la 2e armée subit une lourde défaite contre les Russes à la bataille de Bitlis. La province éponyme est occupée par les Russes et la 2e armée perd environ 30 000 hommes sur 100 000.
L'armée comprend alors les unités suivantes :
- IIIe corps (en)
  - 1re, 7e, 14e et 15e divisions d'infanterie
- IIe corps (en)
  - 11e et 12e divisions d'infanterie
- IVe corps (en)
  - 47e et 48e divisions d'infanterie
- XVIe corps (en) (Mustafa Kemal)
  - 5e et 8e divisions d'infanterie
- 3e division de cavalerie régulière

À la fin de 1916, plusieurs des unités de la 2e armée sont transférées vers les fronts du Proche-Orient et de Mésopotamie pour faire face à des menaces urgentes. En décembre 1916, l'armée ne compte plus que 6 divisions d'infanterie et une division de cavalerie.

### 1917-1919
De mars à juillet 1917, Mustafa Kemal, promu pacha, exerce le commandement de la 2e armée. Il est remplacé par Fevzi Pacha jusqu'au 7 novembre 1917, puis par Nihat Pacha (en) jusqu'au 4 février 1918. L'armée est alors dissoute. Elle est reconstituée comme force de réserve en Anatolie dans le courant de l'année 1918. Après la défaite de Megiddo en septembre 1918, la 2e armée est engagée sur le front syrien, sous le commandement de Mustafa Kemal Pacha, avec 3 divisions, les 23e, 41e et 44e, comme partie du groupe d'armées Yildirim (en). Elle participe à la bataille d'Alep, les 25-26 octobre, qui entraîne la perte de ce qui restait de la Syrie ottomane.
Après l'armistice de Moudros (30 octobre 1918), les Alliés réclament la démobilisation de l'armée ottomane. En mai 1919, le général Cemal Mersinli est envoyé à Konya comme inspecteur des troupes, officiellement pour conduire la dissolution du groupe d'armées Yildirim puis de la 2e armée, en fait pour maintenir ces troupes en service et préparer la guerre d'indépendance turque.

## Commandants de la2earmée

Commandants et inspecteurs de la 2e armée pendant la Première Guerre mondiale
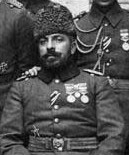
Vehib Pacha
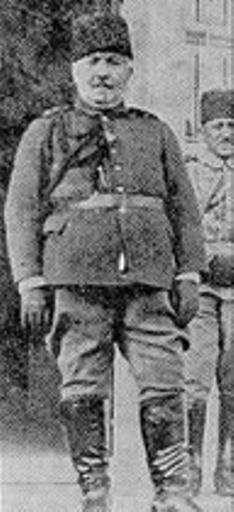
Ahmed Izzet Pacha
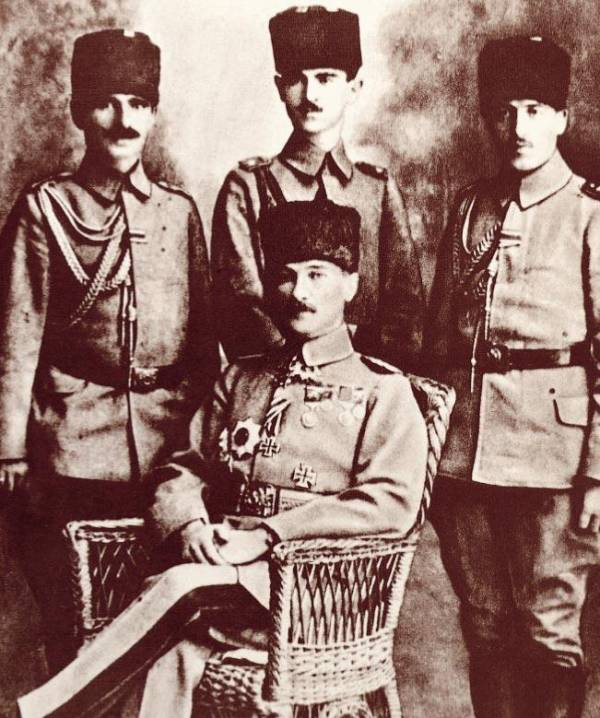
Mustafa Kemal Pacha
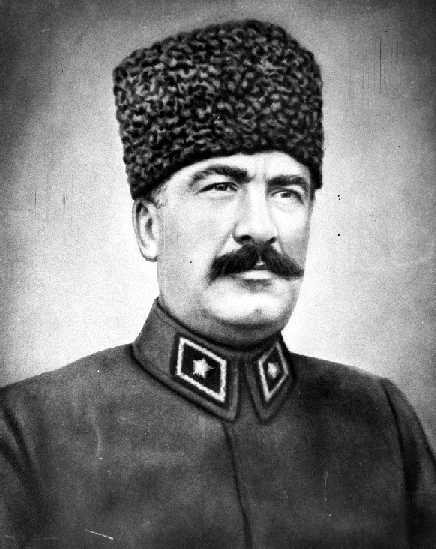
Fevzi Pacha
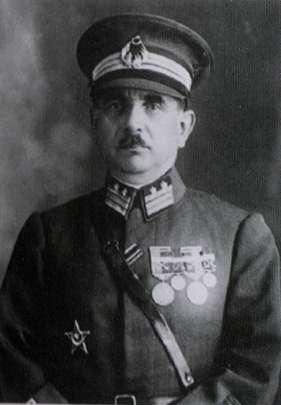
Nihat Pacha
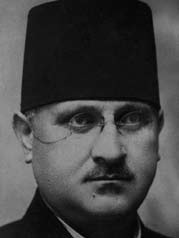
Cemal Mersinli Pacha

## Sources et bibliographie
- (en) Cet article est partiellement ou en totalité issu de l’article de Wikipédia en anglais intitulé « Second Army (Ottoman Empire) » (voir la liste des auteurs) dans sa version du 7 février 2017.

- (en) Cet article est partiellement ou en totalité issu de l’article de Wikipédia en anglais intitulé « Western Army (Ottoman Empire) » (voir la liste des auteurs) dans sa version du 8 mars 2017.

- (en) Cet article est partiellement ou en totalité issu de l’article de Wikipédia en anglais intitulé « Yildirim Army Group » (voir la liste des auteurs) dans sa version du 29 mars 2017.